# Puckett (Mississippi)
Pour les articles homonymes, voir Puckett.
Puckett est un village américain situé dans le comté de Rankin, dans le Mississippi. Selon le recensement de 2020, sa population est de 342 habitants.